# Eugnosta medvedevi
Eugnosta medvedevi is een vlinder uit de familie bladrollers (Tortricidae). De wetenschappelijke naam is voor het eerst geldig gepubliceerd in 1929 door Gerasimov.
De soort komt voor in Europa.